# Georgy Lopato
Georgi Pavlovich Lopato (em russo:  Георгий Павлович Лопато; Gomel, República Socialista Soviética da Bielorrússia, 23 de agosto de 1924 – Minsk, abril de 2003) foi um pioneiro da computação bielorrusso.
Seu pai era de origem rural e tornou-se professor na Universidade de Engenharia Agrícola de Moscou. Lopato serviu no Exército Vermelho na defesa aérea em torno de Moscou durante a Segunda Guerra Mundial. A partir de 1946 estudou engenharia elétrica no Instituto de Engenharia Elétrica de Moscou, obtendo o diploma em 1952. Foi para o All-Russian Scientific Research Institute of Electromechanics, dirigido por Andranik Gewondovich Iossifian (1905-1993). Lá foi projetado e construído um computador Isaak Semionovich Bruk, o M-3. Lopato tornou-se um especialista para o M-3 (e o desenvolveu mais, por exemplo, em torno de um armazenamento de núcleo de ferrita), que também foi replicado na Hungria e na China. Em 1958 Lopato viajou para Pequim para aconselhar sobre a réplica do computador. Em 1959, a convite do governo da Bielorrússia, foi para Minsk como engenheiro sênior em um escritório especial de engenharia de computadores e uma instalação de produção que inicialmente construiu computadores M-3 em 1959. Lá foi desde 1960 encarregado do projeto e construção do computador de tubo Minsk-1, produzido entre 1960 e 1964. Em 1964 tornou-se chefe do escritório de projetos de Minsk, onde permaneceu até sua aposentadoria em 1987. Numerosos computadores e dispositivos de entrada/saída foram projetados lá e o próprio Lopato esteve significativamente envolvido no projeto de vários computadores das séries Minsk e ES. O Minsk emergiu do M-3. O destaque do desenvolvimento foi o Minsk-32 de 1968 (desenvolvedor foi Viktor Vladimirovich Przhijalkovskiy). Executava códigos em Cobol, Fortran, uma versão Algol (Algams) e uma linguagem mais próxima do sistema, além da linguagem assembler SSK. A organização em Minsk era tão eficaz que às vezes levava apenas alguns meses desde o rascunho final até a produção em série.
A série Minsk terminou por volta de 1975, quando foi decidido na União Soviética o desenvolvimento de um clone das séries IBM System/360 e 370 da IBM (chamado ES EVM).
Em 1969 recebeu o título de Candidato de Ciências e em 1976 um Doktor nauk. Em 1979 foi eleito membro correspondente da Academia de Ciências da União Soviética. Recebeu a Ordem de Lenin em 1983.
Recebeu o Prêmio Pioneiro da Computação de 2000. Recebeu em 1970 juntamente com a equipe do Computador Minsk o Prêmio Estatal da URSS. Em 1995 foi eleito membro da Academia Nacional de Ciências da Bielorrússia.